# Cloak and Dagger (The Upsetters)
Cloack and Dagger è l'ottavo album reggae del gruppo musicale giamaicano The Upsetters, prodotto da Lee "Scratch" Perry e pubblicato nel 1973 in Giamaica dall'etichetta discografica Upsetter Records (senza copertina) e in Gran Bretagna dall'etichetta Rhino Records.
Le due versioni, quella per il mercato giamaicano e quella per il mercato inglese, hanno leggere differenze nella tracklist; nella versione giamaicana molti brani sono a nome di Tommy McCook & The Upsetters.

## Ristampe
Il disco è stato ripubblicato nel 1979, su etichetta Black Art, sempre su LP.
L'album è stato pubblicato anche su Dub Triptych, un doppio CD del 2004 su etichetta Trojan Records e contenente tre album dub pubblicati da Perry agli inizi degli anni settanta: Blackboard Jungle Dub (del 1973), Cloack and Dagger e Revolution Dub (del 1975).

## Tracce

### Versione giamaicana

#### Lato A
1. Cloak And Dagger - 4:07 - Tommy McCook & The Upsetters
2. Sharp Razor V/S - 4:12 - The Upsetters
3. Hail Stone - 2:57 - Winston Wright & The Upsetters
4. Musical Transplant - 5:06 - The Upsetters
5. Liquid Serenade - 3:20 - Winston Wright & The Upsetters
6. Side Gate - 3:01 - The Upsetters

#### Lato B
1. Iron Claw - 2:36 - Tommy McCook & The Upsetters
2. V/S Iron Side - 2:43 - The Upsetters
3. Rude Walking - 3:12 - Tommy McCook & The Upsetters
4. V/S Bad Walking - 2:30 - Tommy McCook & The Upsetters
5. Caveman Skank - 2:40 - Lee Perry & The Upsetters
6. Pe-We Special - 2:24 - The Upsetters

### Versione inglese

#### Lato A
1. Cloak And Dagger
2. Hail Stone
3. Musical Transplant
4. Liquid Seranade
5. Retail Love
6. Creation

#### Lato B
1. Iron Claw
2. Rude Walking
3. Cave Man Skank
4. Pe We Special
5. Sunshine Rock
6. Wakey Wakey

### Dub Triptych
Sul CD Dub Triptych sono presenti tre bonus tracks:
1. Table Turning - 3:03 - The Upsetters
2. Jungle Lion (Instrumental)- 3:06 - The Upsetters
3. Cloak & Dagger Horns Dub Plate Pressure - 3:04 - Tommy McCook & The Upsetters